# Liste des conseillers d'État du canton de Soleure
Cette page présente la liste des conseillers d'État du canton de Soleure.

## XXIesiècle

### Août 2021 - juillet 2025
Élections du 7 mars 2021 (1er tour) et du 25 avril 2021 (2e tour)
- Remo Ankli (PLR), département de la formation et de la culture
- Sandra Kolly (PDC), département des constructions et de la justice
- Peter Hodel (PLR), département des finances
- Susanne Schaffner (PS), département de l'intérieur. Présidente en 2021
- Brigit Wyss (Verts), département de l'économie

### Août 2017 - juillet 2021
Élections du 12 mars 2017 (1er tour) et du 23 avril 2017 (2e tour)
- Remo Ankli (PLR), département de la formation et de la culture. Président en 2017
- Roland Fürst (PDC), département des constructions et de la justice. Président en 2019
- Roland Heim (PDC), département des finances. Président en 2018
- Susanne Schaffner (PS), département de l'intérieur
- Brigit Wyss (Verts), département de l'économie. Présidente en 2020

### Août 2013 - juillet 2017
Élections du 3 mars 2013 (1er tour) et du 14 avril 2013 (2e tour)
- Remo Ankli (PLR), département de la formation et de la culture
- Roland Fürst (PDC), département des constructions et de la justice. Président en 2016
- Esther Gassler (PLR), département de l'économie. Présidente en 2013
- Peter Gomm (PS), département de l'intérieur. Président en 2014
- Roland Heim (PDC), département des finances. Président en 2015

### Août 2009 - juillet 2013
Élections du 8 mars 2009
- Klaus Fischer (PDC)
- Esther Gassler (PLR)
- Peter Gomm (PS)
- Walter Straumann (PDC)
- Christian Wanner (PRD)

### Août 2005 - juillet 2009
Élections du 27 février 2005 (1er tour) et du 24 avril 2005 (2e tour)
- Klaus Fischer (PDC)
- Esther Gassler (PLR)
- Peter Gomm (PS)
- Walter Straumann (PDC)
- Christian Wanner (PRD)

### Août 2001 - juillet 2005
Élections du 4 mars 2001 (1er tour) et du 22 avril 2001 (2e tour). Élection complémentaire du 29 juin 2003
- Ruth Gisi (PRD), département de la formation et de la culture. Présidente en 2004[7]

- Rolf Ritschard (PS)
- Walter Straumann (PDC)

- Thomas Wallner (PDC). Remplacé en 2003 par Roberto Zanetti (PS)
- Christian Wanner (PRD)

## XXesiècle

### Août 1997- juillet 2001
Élections du 2 mars 1997 (1er tour)  et du 4 mai 1997 (2e tour)
- Ruth Gisi (PRD), département de la formation et de la culture. Présidente en 2000[9]
- Rolf Ritschard (PS)
- Walter Straumann (PDC)
- Thomas Wallner (PDC), département de l'économie
- Christian Wanner (PRD)

### Août 1993 - juillet 1997
Élections du 28 mars 1993
- Cornelia Füeg (PRD)
- Peter Hänggi (PDC)
- Rolf Ritschard (PS), département de l'intérieur et de la police
- Fritz Schneider (PRD), département de l'éducation. Remplacé en 1995 par Christian Wanner (PRD)
- Thomas Wallner (PDC), département de l'économie

### Août 1989 - juillet 1993
- Max Egger (PDC). Remplacé en 1992 par Thomas Wallner (PDC)
- Cornelia Füeg (PRD)
- Alfred Rötheli (PDC). Remplacé en 1991 par Peter Hänggi (PDC)
- Fritz Schneider (PRD
- Rolf Ritschard (PS)

### Août 1985 - juillet 1989
- Walter Bürgi (PRD). Remplacé en 1987 par Cornelia Füeg (PRD)
- Max Egger (PDC)
- Alfred Rötheli (PDC)
- Fritz Schneider (PRD
- Gottfried Wyss (PS). Remplacé en 1987 par Peter Hänggi (PDC)

### Août 1981 - juillet 1985
- Rudolf Bachmann (PS)
- Walter Bürgi (PRD)
- Alfred Rötheli (PDC)
- Fritz Schneider (PRD
- Gottfried Wyss (PS)

### Août 1977 - juillet 1981
- Rudolf Bachmann (PS)
- Hans Erzer (PRD)
- Alfred Rötheli (PDC)
- Alfred Wyser (PRD). Remplacé en 1979 par Walter Bürgi (PRD)
- Gottfried Wyss (PS)

### Août 1973 - juillet 1977
- Willi Ritschard (PS). Remplacé en 1974 par Gottfried Wyss (PS)
- Rudolf Bachmann (PS)
- Hans Erzer (PRD)
- Alfred Rötheli (PDC)
- Alfred Wyser (PRD)

### Août 1969 - juillet 1973
- Rudolf Bachmann (PS)
- Hans Erzer (PRD)
- Franz Josef Jeger (PDC)
- Willi Ritschard (PS)
- Alfred Wyser (PRD)

### Août 1965 - juillet 1969
- Urs Dietschi (PRD). Remplacé en 1966 par Alfred Wyser (PRD)
- Hans Erzer (PRD)
- Franz Josef Jeger (PDC)
- Willi Ritschard (PS)
- Werner Vogt (PS)

### Août 1961 - juillet 1965
- Urs Dietschi (PRD)
- Hans Erzer (PRD)
- Gottfried Klaus (PS). Remplacé en 1964 par Willi Ritschard (PS)[10]
- Franz Josef Jeger (PDC)
- Werner Vogt (PS)

### Août 1957 - juillet 1961
- Urs Dietschi (PRD)
- Gottfried Klaus (PS)
- Max Obrecht (PDC)
- Otto Stampfli (PRD)
- Werner Vogt (PS)

### Août 1953 - juillet 1957
- Urs Dietschi (PRD)
- Gottfried Klaus (PS)
- Max Obrecht (PDC)
- Otto Stampfli (PRD)
- Werner Vogt (PS)

### Août 1949 - juillet 1953
- Urs Dietschi (PRD)
- Gottfried Klaus (PS)
- Max Obrecht (PDC)
- Oskar Stampfli (PRD). Remplacé en 1952 par Werner Vogt (PS)
- Otto Stampfli (PRD)

### Août 1945 - juillet 1949
- Urs Dietschi (PRD)
- Max Obrecht (PDC)
- Jacques Schmid (PS)
- Oskar Stampfli (PRD)
- Otto Stampfli (PRD)